# Paludomus ajanensis
Paludomus ajanensis es una especie de molusco gasterópodo de la familia Thiaridae en el orden de los Mesogastropoda.

## Distribución geográfica
Es  endémica de Seychelles.

## Hábitat
Su hábitat natural son: ríos.

## Estado de conservación
Se encuentra en peligro de extinción por la pérdida de su hábitat natural.